# Стрельба в Утрехте
Стрельба в Утрехте — террористический акт, совершённый утром 18 марта 2019 года в травмае в Утрехте (Нидерланды). В результате массовой стрельбы погибло четыре человека, ещё шестеро получили ранения, один из раненых скончался от травм десять дней спустя. В тот же день по подозрению в совершении теракта был арестован 37-летний турок по имени Гекмен Танис (Gökmen Tanis). Позже он был признан виновным в терроризме и приговорён к пожизненному лишению свободы. Стрельба была квалифицирована как акт исламского экстремизма.

## Террористический акт
Около 10:45 по центральноевропейскому времени (9:45 UTC), в трамвае недалеко от перекрёстка 24 Октоберплейн в Утрехте произошла массовая стрельба. Стрелявший скрылся на машине, но был задержан в тот же день в результате крупномасштабной полицейской операции, которая продолжалась большую часть дня. Убийцей оказался Гекмен Танис, 37-летний уроженец Турции. В связи с терактом позже полицией были проведены ещё два дополнительных ареста. Также в связи с нападением полиция конфисковала красный Renault Clio.
Первоначально сообщалось, что одна из застреленных женщин могла стать мишенью по «семейным причинам», а другими жертвами стали пассажиры, пришедшие ей на помощь. Однако позже правоохранительные органы заявили, что нет никаких доказательств какой-либо связи между Танисом и жертвами. Вместо этого записка, найденная в машине для бегства, намекала на то, что мотивом был терроризм.

## Жертвы теракта
Четверо человек погибли, семеро получили ранения, у троих из людей была тяжёлая степень ранений. Пострадавшие после террористического акта были госпитализированы в Университетский медицинский центр Утрехта. Тремя убитыми людьми оказались двое мужчин в возрасте 49 и 28 лет, а также 19-летняя девушка из соседнего города Вианен. Сосед убитой девушки начал благотворительную акцию на покрытие расходов за похороны, но собрал настолько большую сумму денег, что акция превратилась в благотворительный фонд для помощи жертвам стрелка. Одним из жертв оказался Ринке Терпстра, — он разбил окно в трамвае и позволил этим спастись как минимум пяти людям. Терпстра был застрелен убийцей, а позже посмертно награждён почётной медалью.
В результате теракта три человека погибли на месте, семеро получили ранения, трое — тяжёлые. Пострадавших доставили в Университетский медицинский центр Утрехта. Погибшими оказались двое мужчин, жители Утрехта в возрасте 49 и 28 лет, и 19-летняя женщина из соседнего города Вианен. Сосед убитой 19-летней девушки начал сбор средств, чтобы покрыть расходы на её похороны, и достиг цели за несколько часов. Пожертвований набралось так много, что был создан фонд помощи всем жертвам нападения. Одной из жертв стал Ринке Терпстра, который разбил окно в трамвае, что позволило спастись как минимум пяти людям. За свои действия Терпстра был посмертно награждён почётной медалью.
После того как 28 марта от полученных ран скончался 74-летний мужчина, получивший ранение в результате перестрелки, число погибших достигло четырёх человек.

## Последствия
После нападения уровень угрозы в провинции Утрехт был беспрецедентно повышен до самого высокого 5-го уровня. После того, как подозреваемый был пойман, уровень угрозы был понижен до 4. Присутствие полиции было увеличено на железнодорожных вокзалах, включая Амстердам, Роттердам, Гаагу и Утрехт, а также в аэропортах страны. Трамвайное движение в городе было отменено. Элитные полицейские силы с полуавтоматическим оружием охраняли здания еврейской общины. Мечети в Утрехте были эвакуированы, а охрана мечетей в других частях страны была усилена, вероятно, из-за недавней стрельбы в мечетях в Новой Зеландии.
На следующий день после стрельбы все национальные флаги на правительственных зданиях в Нидерландах и на дипломатических миссиях страны были приспущены по требованию премьер-министра Марка Рютте. На нидерландских королевских резиденциях рядом с традиционным королевским штандартом развевалось чёрное знамя, символизирующее траур.
- Полицейские машины возле площади 24 Октоберплейн 18 марта 2019 года.
- Цветы в память жертв стрельбы в трамвае 18 марта 2019 года в Утрехте.
- Местные жители несут цветы в память о жертвах теракта.
- Цветы в память о жертвах стрельбы и городской флаг Утрехта.
- Школьников отправили домой после предупреждения о теракте в полдень 18 марта 2019 года.

В 2021 году по итогам расследования было установлено, что риски нападения могли быть снижены.
18 марта 2023 года стрельба 2019 года была публично отмечена речью мэра Шарон Дейксма недалеко от места стрельбы. Были возложены цветы и торжественно прозвучало стихотворение городского поэта Рубена Ван Гога. Из-за пандемии COVID-19 в предыдущие годы ежегодные поминки не проводились. На церемонии присутствовал министр юстиции и безопасности Нидерландов Дилан Йешилгёз-Зегериус.